# Abax ecchelii
Abax ecchelii – gatunek chrząszcza z rodziny biegaczowatych i podrodziny dzierowatych.

## Taksonomia
Gatunek ten opisany został po raz pierwszy w 1887 roku przez Stefano Bertoliniego na łamach „Bollettino della Società Entomologica Italiana”. Wyróżnia się w jego obrębie dwa podgatunki:
- Abax ecchelii ecchelii Bertolini, 1887
- Abax ecchelii venetianus J. Miiller, 1926

## Morfologia
Chrząszcz o wydłużonym ciele długości od 13 do 17 mm, nieco węższym i mocniej wysklepionym niż u A. beckenhauptii. Ubarwienie ma lśniąco czarne z rudą lub rudobrązową większą częścią odnóży. Pokrywy mają całkowicie obrzeżone podstawy, zaokrąglone, pozbawione ząbków czy kątów barki, większość międzyrzędów równej szerokości, międzyrząd siódmy w części barkowej płaski, niewyniesiony kilowato, a międzyrząd ósmy pośrodku długości bardzo wąski i wyniesiony kilowato, co najwyżej w połowie tak szeroki jak siódmy.

## Ekologia i występowanie
Owad europejski, endemiczny dla północnych Włoch. Zamieszkuje Prealpi Vicentine oraz Prealpy Weneckie, przy czym podgatunek A. e. venetianus jest endemitem Monte Cavallo.